# 1877
Il 1877 (MDCCCLXXVII in numeri romani) è un anno  del XIX secolo.

## Eventi
- Fondata a Napoli la Chiesa Regina Paradisi.
- Tecnologia – Thomas B. Doolittle perfeziona il doppino telefonico realizzandolo in rame.
- Giosuè Carducci pubblica la prima edizione delle Odi barbare.
- 1º gennaio – La Regina Vittoria viene proclamata imperatrice d'India a Delhi.
- 6 gennaio – In India viene fondata la congregazione delle Suore Francescane Missionarie di Maria.
- 24 aprile – Inizio della Guerra russo-turca.
- 8 maggio – Grecia: Con un telegramma, l'archeologo Ernst Curtius dà notizia che gli scavi ad Olimpia hanno portato alla luce una statua marmorea di Hermes, forse del IV secolo a.C..
- 20 giugno – Italia: La legge Majorana Calatabiano, approvata dal Parlamento col numero 3917, elimina il vincolo forestale da quasi tutti i boschi di pianura e collina, fino alla fascia superiore del castagno. In venti anni la superficie boschiva crollerà da 4.500.000 ettari a 2.300.000 ettari, facendo quasi scomparire i boschi dalla pianura padana.[senza fonte]
- 15 luglio – Italia: La Legge Coppino, emanata durante il periodo della Sinistra storica, rende l'istruzione elementare obbligatoria dai sei ai nove anni in tutto il Regno d'Italia.
- 12 agosto – Asaph Hall scopre Deimos.
- 15 agosto – Thomas Edison effettua la prima registrazione sonora – "Mary Had a Little Lamb".
- 18 agosto – Asaph Hall scopre Fobos.
- 24 settembre – In Giappone, con la Battaglia di Shiroyama, periscono gli ultimi Samurai.
- 28 settembre – Fondata a Parma la Barilla.
- 6 dicembre – Stati Uniti: Esce il primo numero del Washington Post.

## Sport
- Prima edizione del Torneo di Wimbledon.

## Nati
Ci sono circa 880 voci su persone nate nel 1877; vedi la pagina Nati nel 1877 per un elenco descrittivo o la categoria Nati nel 1877 per un indice alfabetico.

## Morti
Ci sono circa 330 voci su persone morte nel 1877; vedi la pagina Morti nel 1877 per un elenco descrittivo o la categoria Morti nel 1877 per un indice alfabetico.

## Calendario
| Calendario 1877 | Calendario 1877 | Calendario 1877 | Calendario 1877 | Calendario 1877 | Calendario 1877 | Calendario 1877 | Calendario 1877 | Calendario 1877 | Calendario 1877 | Calendario 1877 | Calendario 1877 | Calendario 1877 | Calendario 1877 | Calendario 1877 | Calendario 1877 | Calendario 1877 | Calendario 1877 | Calendario 1877 | Calendario 1877 | Calendario 1877 | Calendario 1877 | Calendario 1877 | Calendario 1877 | Calendario 1877 | Calendario 1877 | Calendario 1877 | Calendario 1877 | Calendario 1877 | Calendario 1877 | Calendario 1877 | Calendario 1877 | Calendario 1877 |
| --------------- | --------------- | --------------- | --------------- | --------------- | --------------- | --------------- | --------------- | --------------- | --------------- | --------------- | --------------- | --------------- | --------------- | --------------- | --------------- | --------------- | --------------- | --------------- | --------------- | --------------- | --------------- | --------------- | --------------- | --------------- | --------------- | --------------- | --------------- | --------------- | --------------- | --------------- | --------------- | --------------- |
|                 | 1               | 2               | 3               | 4               | 5               | 6               | 7               | 8               | 9               | 10              | 11              | 12              | 13              | 14              | 15              | 16              | 17              | 18              | 19              | 20              | 21              | 22              | 23              | 24              | 25              | 26              | 27              | 28              | 29              | 30              | 31              |                 |
| Gennaio         | Lu              | Ma              | Me              | Gi              | Ve              | Sa              | Do              | Lu              | Ma              | Me              | Gi              | Ve              | Sa              | Do              | Lu              | Ma              | Me              | Gi              | Ve              | Sa              | Do              | Lu              | Ma              | Me              | Gi              | Ve              | Sa              | Do              | Lu              | Ma              | Me              |                 |
| Febbraio        | Gi              | Ve              | Sa              | Do              | Lu              | Ma              | Me              | Gi              | Ve              | Sa              | Do              | Lu              | Ma              | Me              | Gi              | Ve              | Sa              | Do              | Lu              | Ma              | Me              | Gi              | Ve              | Sa              | Do              | Lu              | Ma              | Me              |                 |                 |                 |                 |
| Marzo           | Gi              | Ve              | Sa              | Do              | Lu              | Ma              | Me              | Gi              | Ve              | Sa              | Do              | Lu              | Ma              | Me              | Gi              | Ve              | Sa              | Do              | Lu              | Ma              | Me              | Gi              | Ve              | Sa              | Do              | Lu              | Ma              | Me              | Gi              | Ve              | Sa              |                 |
| Aprile          | Do              | Lu              | Ma              | Me              | Gi              | Ve              | Sa              | Do              | Lu              | Ma              | Me              | Gi              | Ve              | Sa              | Do              | Lu              | Ma              | Me              | Gi              | Ve              | Sa              | Do              | Lu              | Ma              | Me              | Gi              | Ve              | Sa              | Do              | Lu              |                 |                 |
| Maggio          | Ma              | Me              | Gi              | Ve              | Sa              | Do              | Lu              | Ma              | Me              | Gi              | Ve              | Sa              | Do              | Lu              | Ma              | Me              | Gi              | Ve              | Sa              | Do              | Lu              | Ma              | Me              | Gi              | Ve              | Sa              | Do              | Lu              | Ma              | Me              | Gi              |                 |
| Giugno          | Ve              | Sa              | Do              | Lu              | Ma              | Me              | Gi              | Ve              | Sa              | Do              | Lu              | Ma              | Me              | Gi              | Ve              | Sa              | Do              | Lu              | Ma              | Me              | Gi              | Ve              | Sa              | Do              | Lu              | Ma              | Me              | Gi              | Ve              | Sa              |                 |                 |
| Luglio          | Do              | Lu              | Ma              | Me              | Gi              | Ve              | Sa              | Do              | Lu              | Ma              | Me              | Gi              | Ve              | Sa              | Do              | Lu              | Ma              | Me              | Gi              | Ve              | Sa              | Do              | Lu              | Ma              | Me              | Gi              | Ve              | Sa              | Do              | Lu              | Ma              |                 |
| Agosto          | Me              | Gi              | Ve              | Sa              | Do              | Lu              | Ma              | Me              | Gi              | Ve              | Sa              | Do              | Lu              | Ma              | Me              | Gi              | Ve              | Sa              | Do              | Lu              | Ma              | Me              | Gi              | Ve              | Sa              | Do              | Lu              | Ma              | Me              | Gi              | Ve              |                 |
| Settembre       | Sa              | Do              | Lu              | Ma              | Me              | Gi              | Ve              | Sa              | Do              | Lu              | Ma              | Me              | Gi              | Ve              | Sa              | Do              | Lu              | Ma              | Me              | Gi              | Ve              | Sa              | Do              | Lu              | Ma              | Me              | Gi              | Ve              | Sa              | Do              |                 |                 |
| Ottobre         | Lu              | Ma              | Me              | Gi              | Ve              | Sa              | Do              | Lu              | Ma              | Me              | Gi              | Ve              | Sa              | Do              | Lu              | Ma              | Me              | Gi              | Ve              | Sa              | Do              | Lu              | Ma              | Me              | Gi              | Ve              | Sa              | Do              | Lu              | Ma              | Me              |                 |
| Novembre        | Gi              | Ve              | Sa              | Do              | Lu              | Ma              | Me              | Gi              | Ve              | Sa              | Do              | Lu              | Ma              | Me              | Gi              | Ve              | Sa              | Do              | Lu              | Ma              | Me              | Gi              | Ve              | Sa              | Do              | Lu              | Ma              | Me              | Gi              | Ve              |                 |                 |
| Dicembre        | Sa              | Do              | Lu              | Ma              | Me              | Gi              | Ve              | Sa              | Do              | Lu              | Ma              | Me              | Gi              | Ve              | Sa              | Do              | Lu              | Ma              | Me              | Gi              | Ve              | Sa              | Do              | Lu              | Ma              | Me              | Gi              | Ve              | Sa              | Do              | Lu              |                 |